# Homogeneidade e heterogeneidade

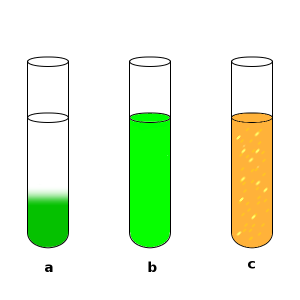
Homogeneidade e heterogeneidade

Homogeneidade e heterogeneidade são conceitos frequentemente usados nas ciências e estatísticas relacionadas à uniformidade de uma substância ou organismo. Um material de ou imagem que é homogênea é uniforme em composição ou de caracteres (por exemplo, cor, forma, tamanho, peso, altura, distribuição, textura, língua, rendimento, doença, temperatura, radioatividade, projeto de arquitetura, etc.); aquele que é heterogêneo é distintamente não uniforme em uma dessas qualidades.